# Мікаел Налбандян
Мікаел Лазаревич Налбандян (вірм. Միքայել Նալբանդյան; 2 [14] листопада 1829 — 31 березня [12 квітня] 1866) — вірменський письменник, поет, літературознавець, критик, публіцист, філософ, громадський діяч, автор вірменського державного гімну «Наша Батьківщина». Жертва російських репресій.

## Біографія
Налбандян народився в Новому Нахічевані (на сьогодні мікрорайон міста Ростов-на-Дону) в родині ремісника.
Багато займався самоосвітою, він хотів стати священником, але незабаром залишив цю ідею і поступив у Московський університет, де вивчав медицину (1854—1858). Пізніше разом зі Степаном Назаряном заснував впливовий журнал «Північне сяйво» («Հիւսիսափայլ», Hiusisap'ayl).
В роки першої революційної ситуації в Росії (1859—1861), Налбандян був одним з перших вірменських письменників, які стояли на позиціях революційної демократії і сприйняли ідейну пропаганду журналів «Дзвін» і «Сучасник». Він об'їздив всю Європу: побував у Варшаві, Берліні, Парижі, Лондоні і Константинополі, також відвідав Індію. У Константинополі Налбандян створив на базі вірменського журналу «Мегу» («Бджола») таємне революційне товариство під назвою «Партія молоді». У Лондоні він знайомиться з Герценом, Огарьовим, Бакуніним, Сєрно-Соловйовичем та іншими російськими емігрантами, бере участь в обговоренні програми майбутньої російської революційної організації «Земля і Воля». У Памфлеті «Два рядки» (1861) він визначив своє політичне кредо — присвятити життя справі народного визволення. У своїй головній праці «Землеробство як вірний шлях» (1862) він піддав нищівній критиці реформу 1861 року з позицій народницького соціалізму. Він вважав селянську революцію єдино правильним рішенням проблем пореформеної Росії.
Після повернення до Російської імперії російський уряд заарештував Налбандяна у липні 1862 року. Він був поміщений в Олексіївський равелін Петропавлівської фортеці. Налбандяна звинуватили в антиурядовій пропаганді і поширенні забороненої літератури і в 1865 році заслали в Камишин в Саратовській губернії. Через рік він помер у в'язниці від туберкульозу. В Росії було заборонено зберігати зображення Налбандяна. Однак його портрети, як і поема «Свобода», розповсюджувалися нелегально.

## Ідейна спадщина
Лейтмотив літературної спадщини Налбандяна — оновлення, свобода. Його творчість перебувала під впливом сучасної йому європейської культури. Налбандян публікував роботи з філософії, економіки, лінгвістики, педагогіки. Він сповідував ідеї матеріалізму Людвіга Фейєрбаха і Миколи Чернишевського, невпинно займався пропагандою досягнень природничих наук.
Творчість Налбандяна є важливим етапом в історії вірменської громадської думки. Що стосується революційної діяльності, він намагався об'єднати зусилля демократичних сил Вірменії з російським визвольним рухом. Налбандян, крім усього іншого, основоположник реалізму у вірменській літературі.
У «Путівнику по сучасній вірменській літературі» професор вірменської мови та літератури Геворг Барадаркян пише: «Налбандян — чесний публіцист, чий живий і сміливий стиль, а часом — навіть грубий і зарозумілий, був незмінно іронічним. І як письменник, і як журналіст Налбандян завжди виступав захисником ідеалів свободи і рівності, безстрашним борцем з деспотизмом, імперіалізмом і рабством; у розумінні людського життя він стояв на позиціях суворого матеріалізму; невтомний пропагандист досягнень науки, він вважав сільське господарство найважливішим джерелом досягнення незалежності й добробуту…». Його поема «Пісня італійської дівчини» принесла Налбандяну посмертну славу. Згідно з Бардаркяном, ця поема — з деякими змінами — стала гімном сучасної вірменської держави. Налбандян боровся за введення нової вірменської літературної мови (ашхарабар) замість давньовірменської (грабар), за що зазнав нападок з боку клерикалів і реакціонерів.
Похований Налбандян у монастирі Сурб Хач (Святого хреста) в Новому Нахічевані.

## Пам'ять
- Пам'ятник Мікаелу Налбандяну[ru] був встановлений в Єревані в 1965 році (скульптор М. Б. Нікогосян[ru] і архітектор Д. П. Торосян[ru]).
- Ім'я Налбандяна з 1921 року носить одна з центральних вулиць[ru] Єревана.
- Ім'я Налбандяна носить вулиця в Пролетарському районі (колишній Нахічевань-на-Дону) міста Ростова-на-Дону, де йому встановлена інформаційна табличка.
- Ім'я носив Ленінаканський педагогічний інститут[ru].
- У 2005 році було випущено поштову марку Вірменії, присвячену Налбандяну.

### В кінематографі
| Рік  | Країна | Назва                                            | Режисер                           |
| ---- | ------ | ------------------------------------------------ | --------------------------------- |
| 1955 | СРСР   | «Мікаел Налбандян»                               | Я. Кочарян                        |
| 1968 | СРСР   | «Мікаел Налбандян»                               | Ерванд Манарян                    |
| 1975 | СРСР   | «Мікаел Налбандян / Легенда палкого серця»       | А. Шахбазян                       |
| 1983 | СРСР   | «Вогонь, що мерехтить в ночі / Мікаел Налбандян» | Рубен Геворкянц, Георгій Кеворков |

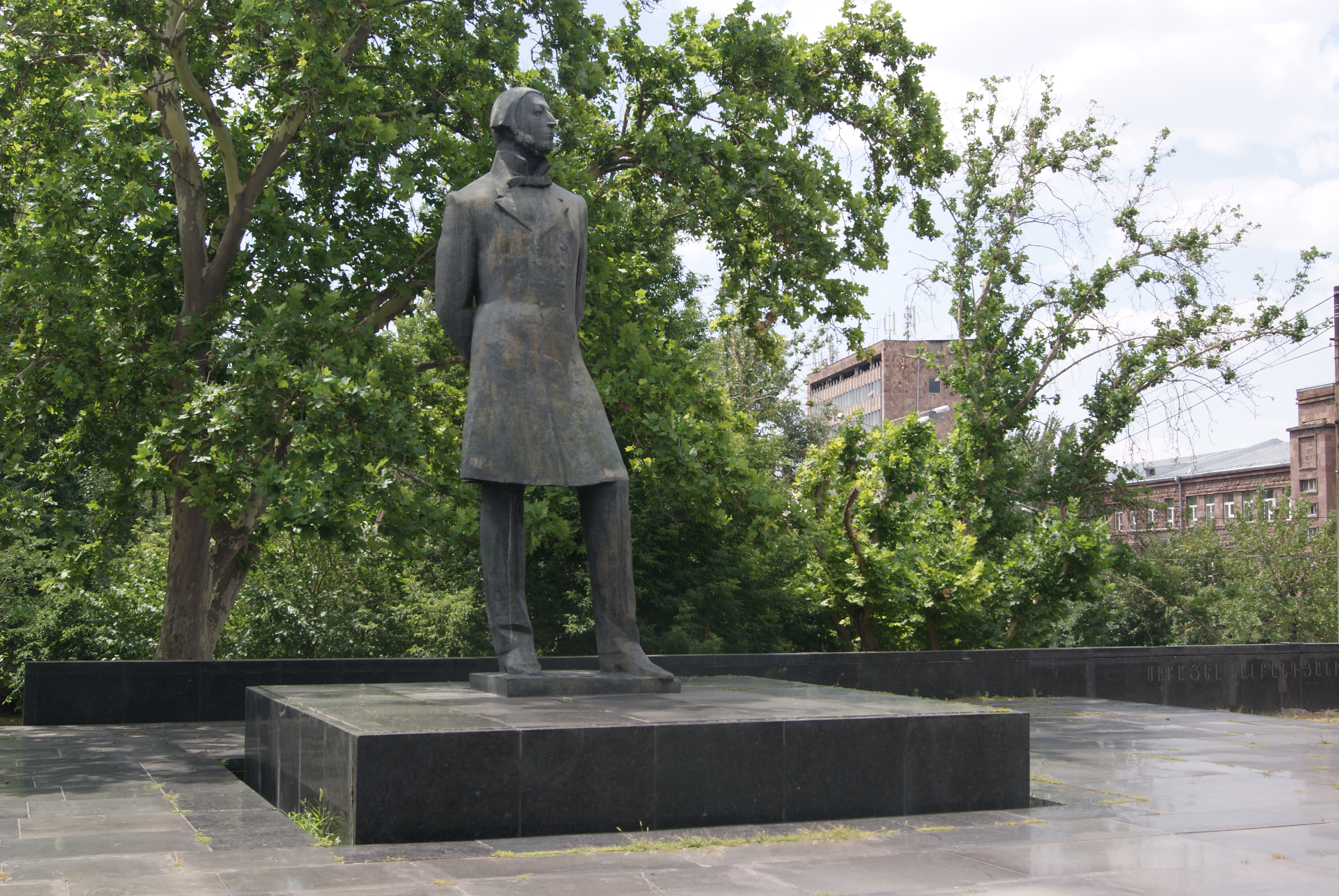
Пам'ятник в Єревані
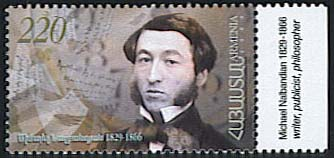
Поштова марка Вірменії, 2005 рік

## Твори
- Налбандян М. Л. Избранные философские и общественно-политические произведения. — М., 1954.